# Nosów (Lublin)
Pour les articles homonymes, voir Nosów.
Nosów (prononciation : [ˈnɔsuf]) est un village polonais de la gmina de Leśna Podlaska dans le powiat de Biała Podlaska de la voïvodie de Lublin dans l'est de la Pologne.
Le village comptait approximativement une population de 344 habitants en 2013.

## Histoire
De 1975 à 1998, le village est attaché administrativement à la voïvodie de Biała Podlaska.

Depuis 1999, il fait partie de la voïvodie de Lublin.

## Galerie

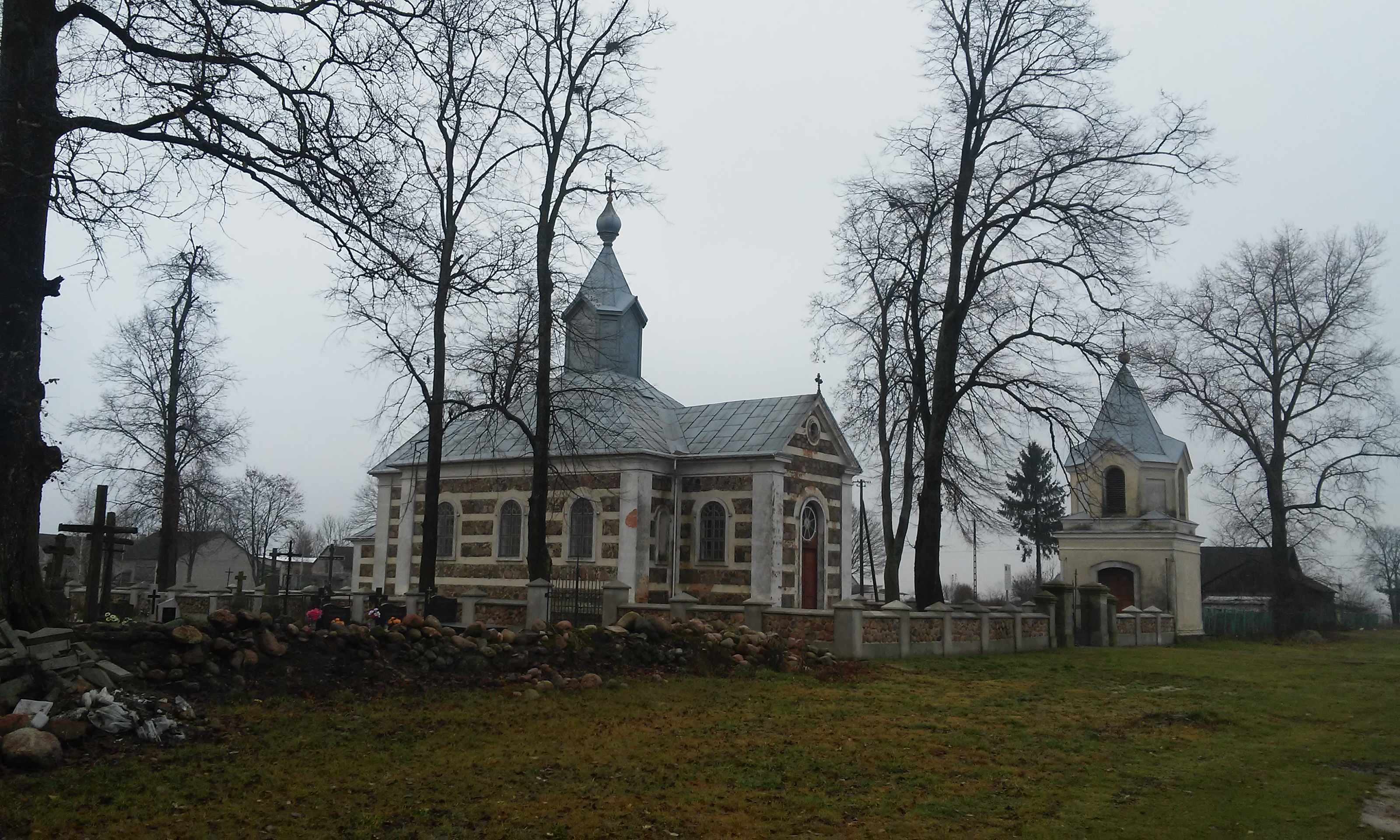
Église Saint-Michel-l'Archange
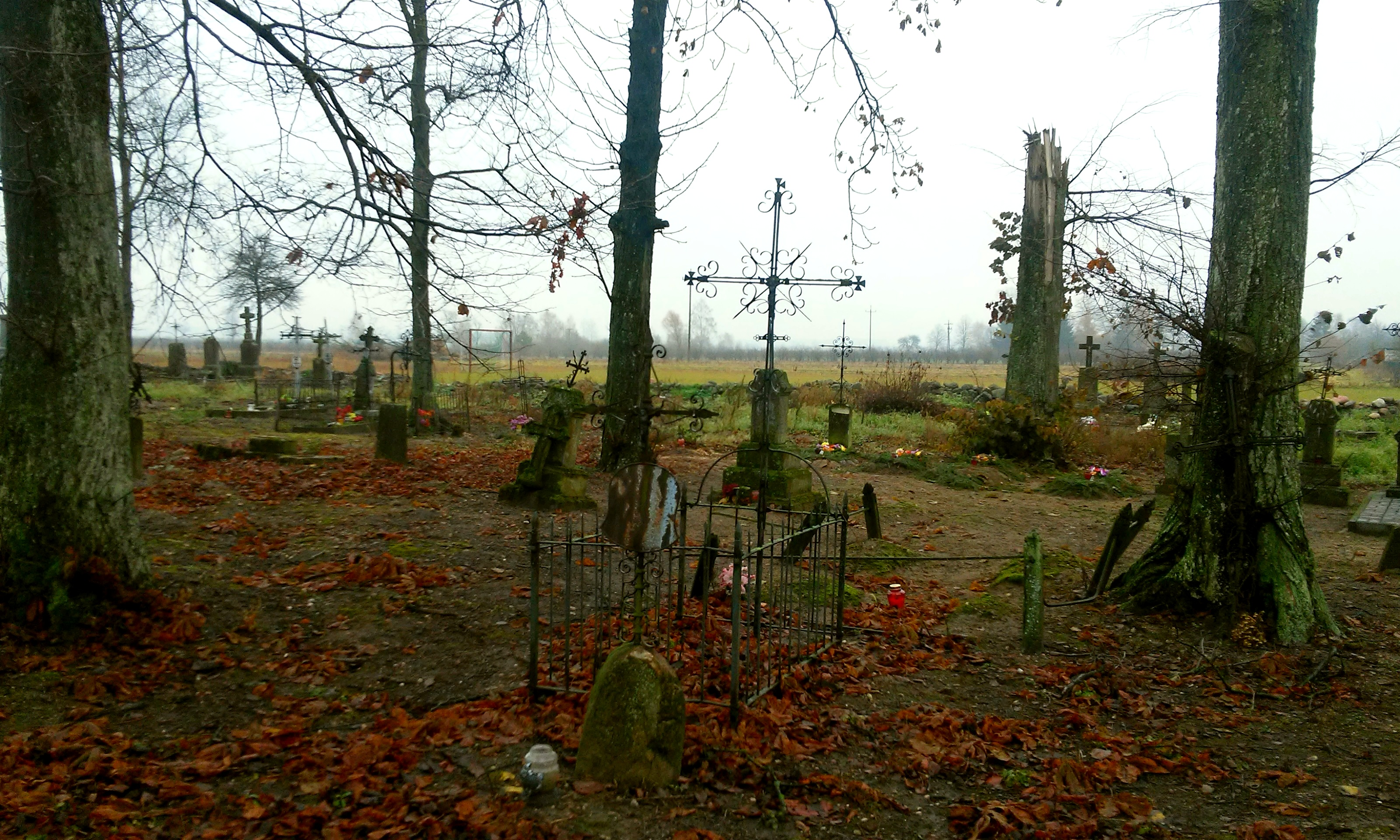
Cimetière orthodoxe (XIXe – XXe siècle)
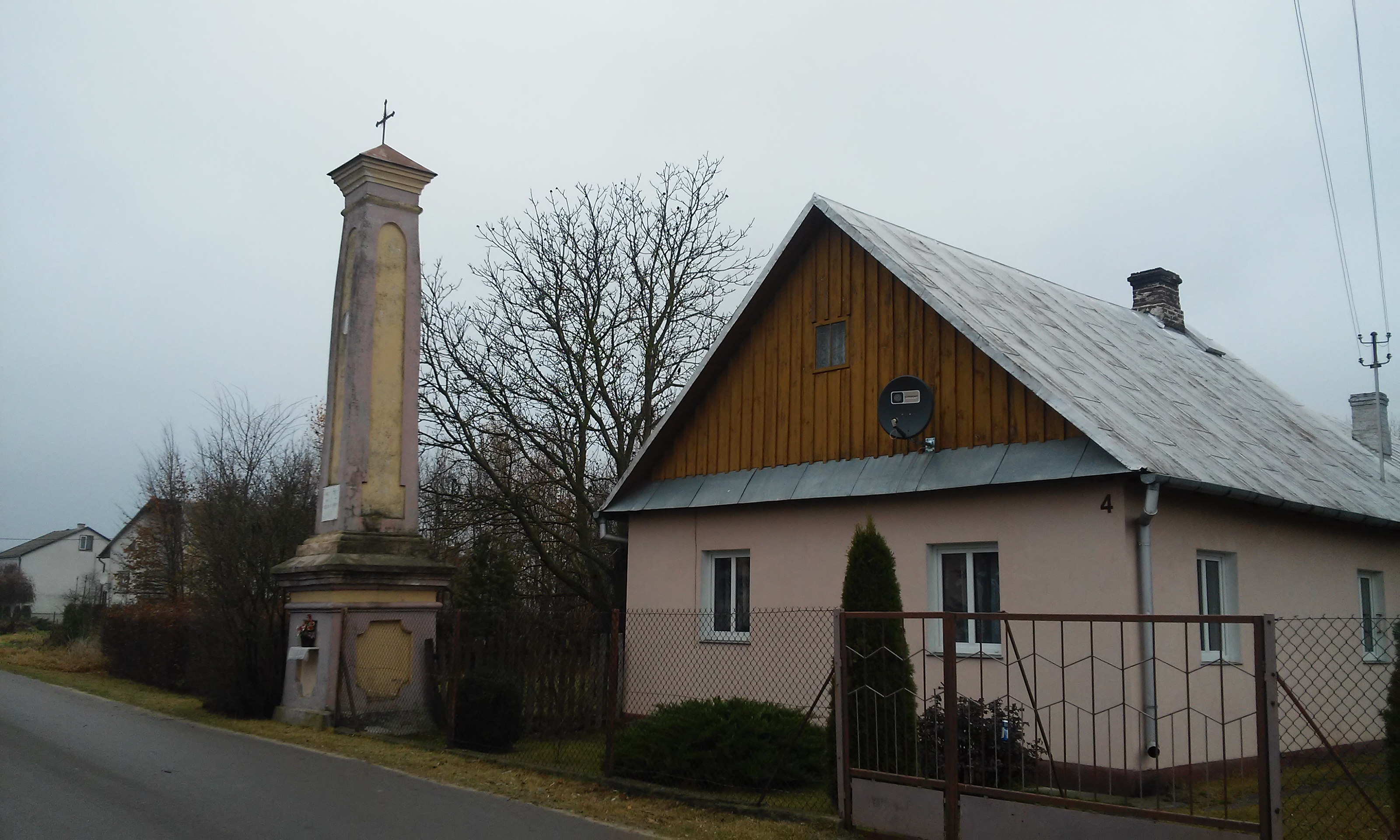
Obélisque de 1925 sculpté dans la pierre
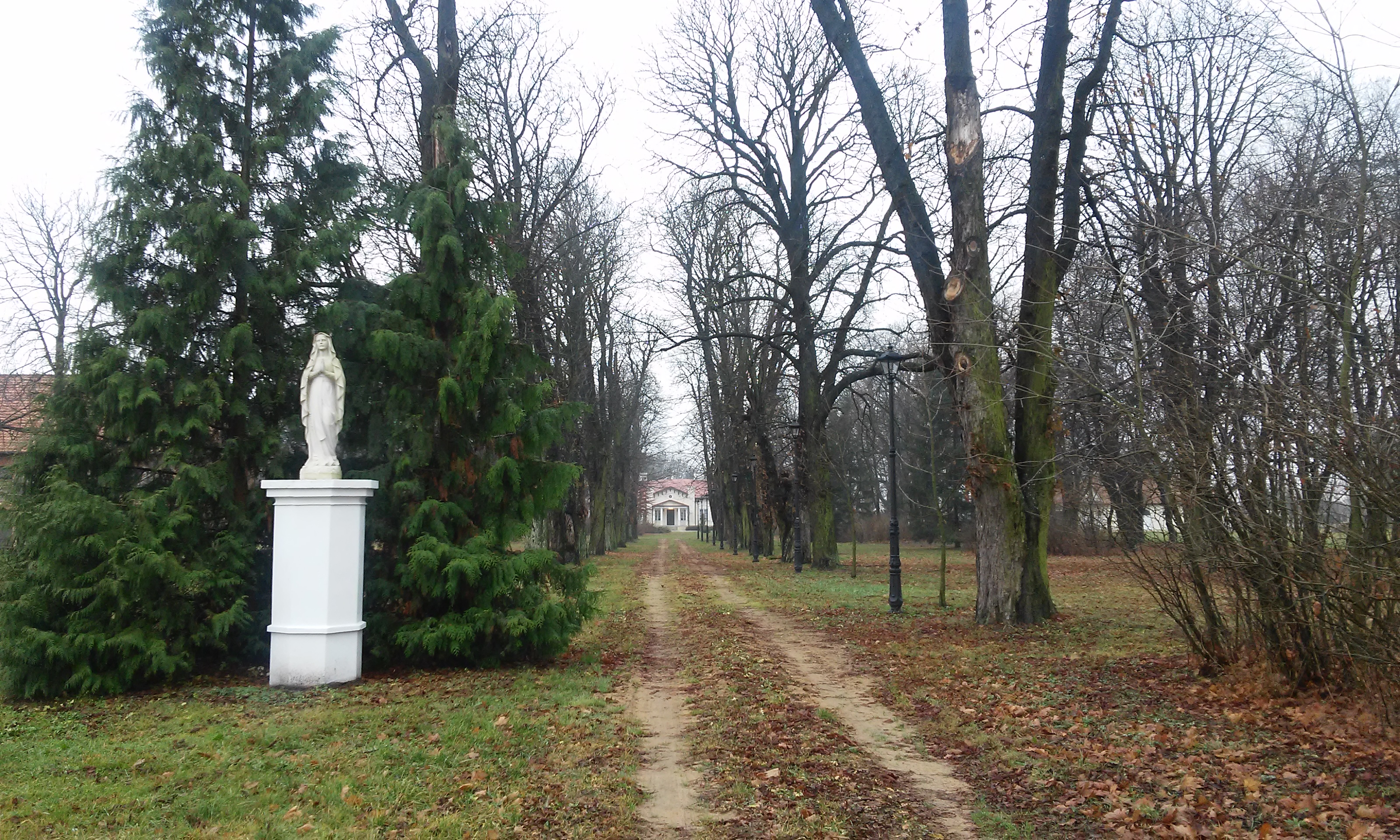
Parc du manoir